# Crisaore
Crisaore (in greco antico: Χρυσάωρ?, Chrysáōr) è un personaggio della mitologia greca figlio di Medusa o (a seconda del mito) nato dal suo sangue.
Crisaore si unì all'oceanina Calliroe da cui nacquero il gigante con tre teste Gerione e la madre di mostri Echidna.

## Mitologia
Era un gigante armato di una spada d'oro, da cui il nome Crisaore che in greco significa "spada d'oro".
Esistono due miti differenti sulla sua origine.

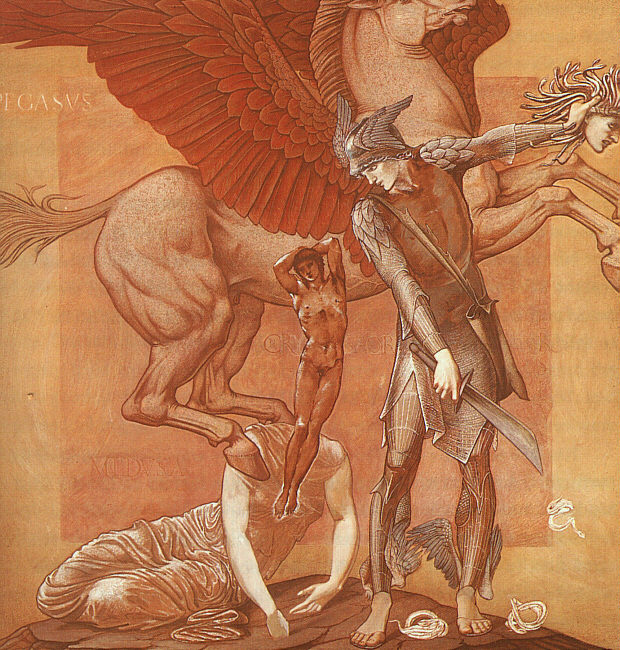
Edward Burne-Jones, Nascita di Pegaso e Crisaore, v. 1876-1885, Southampton City Art Gallery

- Nella prima versione, egli nacque da un'avventura amorosa di Poseidone con la Gorgone Medusa sotto gli occhi della casta Atena (secondo alcune fonti, addirittura nel tempio della dea); quest'ultima, inorridita dallo spettacolo, maledisse la ragazza, rendendola il terribile mostro noto per il potere pietrificatore del suo sguardo e i capelli serpentini.
- In base alla seconda versione, invece, Crisaore nacque assieme a Pegaso dal sangue di Medusa quando Perseo la uccise mozzandole la testa.[6]

Durante la sua vita Crisaore uccise numerosi uomini che avevano compiuto azioni molto malvagie, seguendo una condotta di vita impeccabile; per tal motivo Poseidone andava fiero di lui, tanto che lo fece portatore anche della sua arma sacra.

## Nella cultura di massa
- Crisaore compare nella serie di romanzi Eroi dell'Olimpo di Rick Riordan, dove, contrariamente al mito, è un crudele pirata, nemico minore dei protagonisti.
- Nell'anime e manga I Cavalieri dello zodiaco vi è un personaggio chiamato Crisaore, che brandisce una lancia d'oro.